# Велис, Альваро
Альваро Велис (исп. Álvaro Véliz; род. 9 февраля 1972, Сантьяго-де-Чили) — чилийский певец и композитор и музыкант.
Пел с детских лет, в девятилетнем возрасте дебютировал в популярной чилийской телепрограмме Sábado Gigante. Записывался в рекламных роликах, выступал в клубах и барах. Окончил Чилийский университет, где изучал фортепиано, гитару и дирижирование. В конце 1990-х гг. много работал в области переозвучивания песен для латиноамериканских версий популярных анимационных фильмов, в том числе главной песни фильма «Покемон: Мьюту против Мью» и песен из сериалов по мангам «Жемчуг дракона», «Slam Dunk» и «Detective Conan».
В 2000 г. выпустил первый альбом, названный его именем. Альбом был выдвинут на премию чилийской национальной Ассоциации культурных обозревателей (Asociación de Periodistas de Espectáculos) в номинации «Открытие года» и премию «Альтасор» в номинации «Лучший альбом года (баллады и авторы-исполнители)», второй альбом Велиса «Mía» также был номинирован на премию «Альтасор». В 2006 году представлял Чили на Международном фестивале песни в Винья-дель-Мар.

## Дискография
- «Álvaro Véliz» (2000)
- «Álvaro Véliz: Mía» (2003)
- «Álvaro Véliz: Mis Canciones» (2009)